# (185633) Rainbach
(185633) Rainbach est un astéroïde de la ceinture principale.

## Description
(185633) Rainbach est un astéroïde de la ceinture principale. Il fut découvert le 24 février 2008 à Gaisberg par Richard Gierlinger. Il présente une orbite caractérisée par un demi-grand axe de 2,40 UA, une excentricité de 0,04 et une inclinaison de 9,6° par rapport à l'écliptique.

## Compléments